# Shartegosuchus
Shartegosuchus es un género extinto de crocodilomorfo de grado protosuquiano. Es conocido principalmente a partir del espécimen PIN 4174/2, el cráneo parcialmente deformado y la mandíbula de un animal juvenil. Este ejemplar fue descubierto en los depósitos de un antiguo lago de la época del Titoniense (Jurásico Superior) de la Formación Tsagaantsav, en el suroeste de Mongolia. La longitud estimada del cráneo holotipo es de 40 milímetros. Este género era similar a Nominosuchus, y ambos han sido asignados a la misma familia, los Shartegosuchidae. Shartegosuchus fue descrito en 1988 por Mikhail Efimov, y la especie tipo es S. asperopalatum.